# Битва под Ченстоховой (1665)
Битва при Ченстохове (пол. Bitwa pod Częstochową) — одно из сражений Рокоша Любомирского, произошедшее 4 сентября 1665 года, во время которого королевская армия потерпела поражение от великопольских войск посполитого рушения и мятежной части коронной армии.

## Ход битвы
Посланная королем преследовать отступающих повстанцев, 5-тысячная литовская армия во главе с Александром Полубинским, воодушевленная Кшиштофом Пацем, великим литовским канцлером, пересекла реку Варту и атаковала марширующую повстанческую дивизию Александра Поляновского. Сначала, атаковав с холмов, ударила валашская и казачья конница (700 чел.), затем вся остальная литовская конница и рейтары под командованием француза Бриона, и, наконец, пехотный полк королевской гвардии под командованием шведа Врангеля. После этого повстанческие силы начали отступать.
Остальная часть союзной армии под командованием Стефана Пясечинского во главе легкой кавалерии и Юзефа Борека во главе наемных войск иностранного контингента немедленно пришла на помощь. Когда прибыл арьергард армии Любомирского, наступающие были вынуждены отступить в сторону монастыря. Несмотря на прибывшее подкрепление, состоящее из драгун, гвардии и королевских рейтаров, пытавшихся остановить отступающих литовцев, их ряды окончательно рухнули. Монахи, не желая допустить осквернения священного места, не захотели пустить под защиту стен Ясной Горы войска короля, а после этого им перекрыл путь маршалок Устшицкий. Королевские войска были окружены и в конечном итоге были разбиты. Часть бежала, кто-то был убит, а кто-то сдался и попал в плен. После битвы вся победившая армия продолжала двигаться как ни в чем не бывало.
Около 300 сторонников короля были убиты, а 1 200 взяты в плен вместе с командирами (Полубинским, Брионом и тремя Пацами). Из 3 500 конфедератов около 1 000 были убиты, в основном на ранних этапах битвы. Король Ян Казимир, разгневанный на монахов за то, что они не стреляли в мятежников и не пускали его войска к крепостным стенам, арестовал коменданта, разоружил его военный гарнизон и заменил его отрядом из 300 компутовских пехотинцев. 
Дальнейшим результатом этой битвы стало подписание перемирия в Пальчине 6 ноября 1665 года.